# Dalida pour toujours
Dalida Pour Toujours è un album dalla cantante italo-francese Dalida, colonna sonora dell'omonimo film del 1977 diretto da Michel Dumoulin.

## Tracce

### Lato A
1. Mon Frère Le Soleil – 1:24
2. Ciao amore, ciao – 1:00
3. Ya Bahyati – 0:45
4. Prière Muezzin – 0:27
5. Le Temps De Mon Père – 0:34
6. Avec Le Temps – 5:53
7. Ma Vie Je La Chante – 1:46
8. Un Verre Et Une Cigarette – 1:13
9. Que Sont Devenues Les Fleurs – 1:00
10. Pour Ne Pas Vivre Seul – 3:50
11. La Danse De Zorba – 2:24
12. Il venait d'avoir 18 ans – 4:33
13. Des Gens Qu'On Aimerait Connaître – 1:53
14. Gigi l'amoroso – 8:25

### Lato B
1. Tico Tico – 1:43
2. Paroles Paroles – 0:20
3. Les Enfants Du Pirée – 1:21
4. Je Pars – 0:09
5. Darla Dirladada – 2:34
6. Non Ce N'Est Pas Pour Moi – 1:08
7. Come Prima – 0:33
8. Gondolier – 0:27
9. Ciao Ciao Bambina – 0:42
10. Romantica – 1:17
11. J'attendrai – 4:18
12. Que Reste-T-Il De Nos Amours – 1:47
13. Il Faut Du Temps – 0:30
14. Le Petit Bonheur – 0:50
15. Besame Mucho – 2:50
16. Il y a Toujours Une Chanson – 2:35
17. Bambino – 0:25
18. C'Est Vrai – 0:44
19. Le Parrain (Orchestre) – 0:25
20. Captain Sky – 0:38